# شيريل آن فولتون
شيريل آن فولتون (بالإنجليزية: Cheryl Ann Fulton)‏ هي عازفة قيثار ‏ أمريكية، (و. م).

## وصلات خارجية
- شيريل آن فولتون على موقع ميوزك برينز (الإنجليزية)
- شيريل آن فولتون على موقع ديسكوغز (الإنجليزية)